# Suore missionarie di Nostra Signora d'Africa

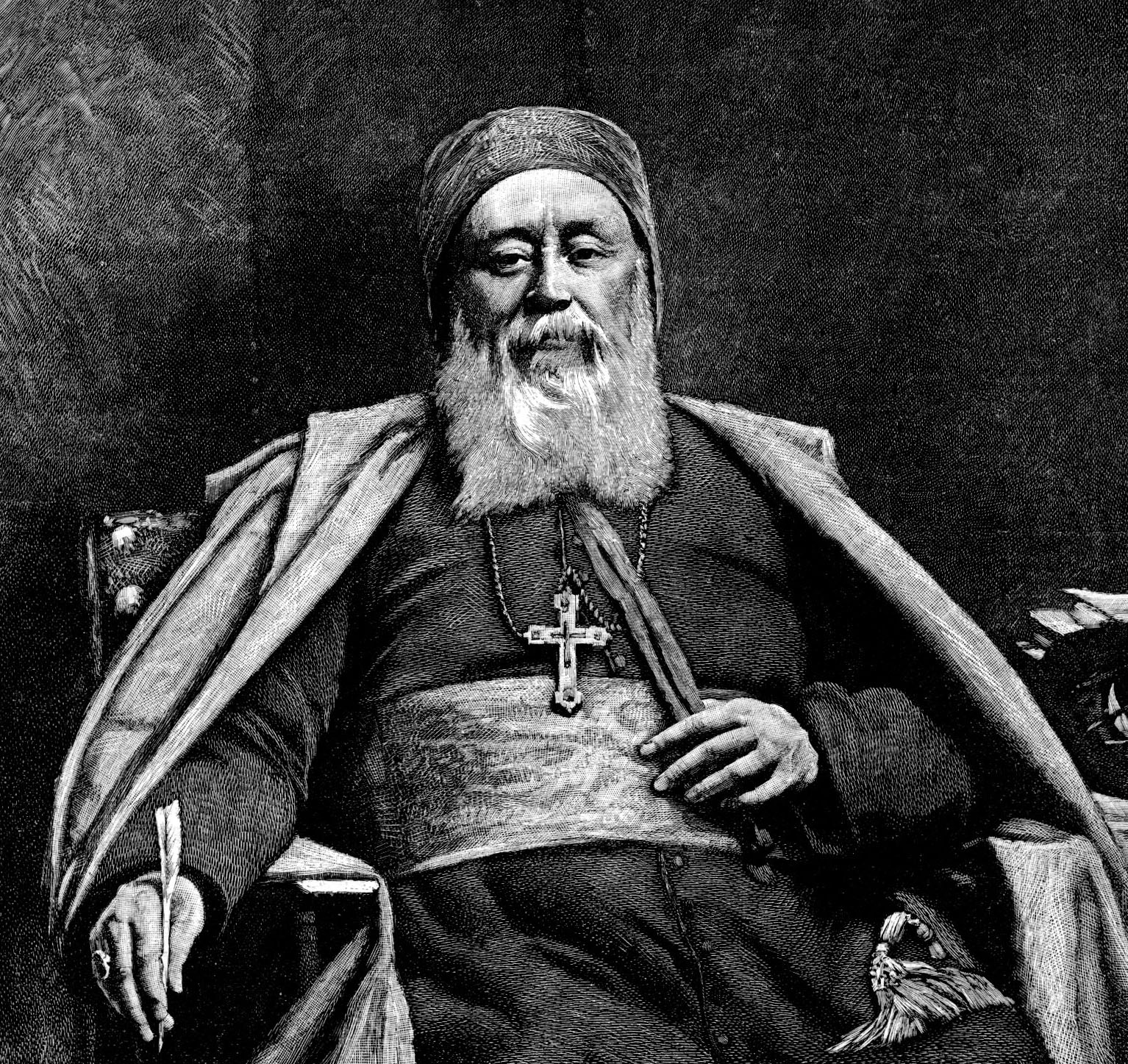
Charles Martial Lavigerie

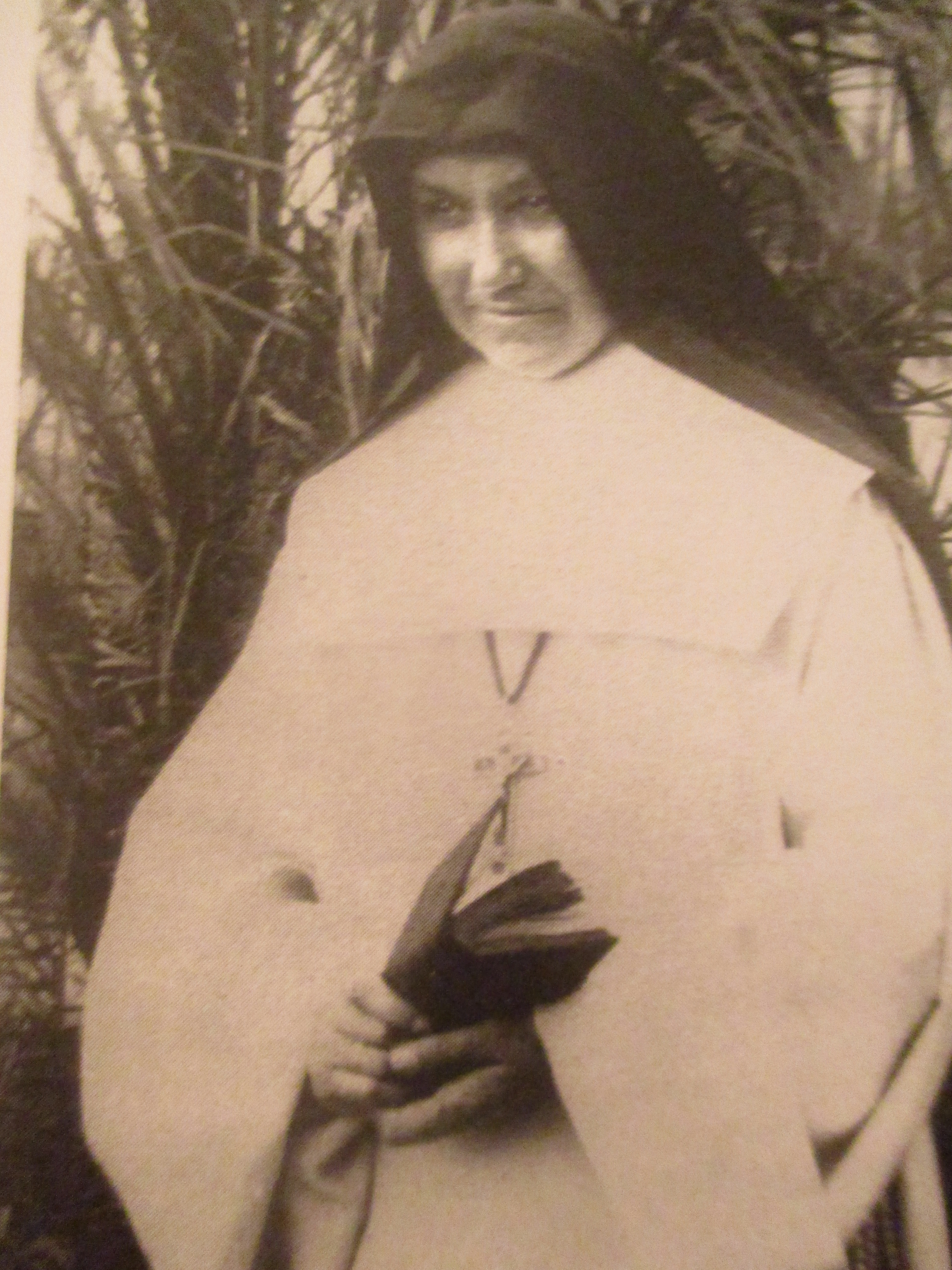
Marie-Salomé, cofondatrice dell'istituto

Le Suore Missionarie di Nostra Signora d'Africa sono un istituto religioso femminile di diritto pontificio: i membri di questa congregazione, dette Suore Bianche, pospongono al loro nome la sigla S.M.N.D.A.

## Storia
La congregazione venne fondata ad Algeri nel 1869 dal cardinale francese Charles-Martial-Allemand Lavigerie (1825-1892), a un anno dalla fondazione della società maschile dei Missionari d'Africa: avendo avuto modo di rendersi conto dell'utilità delle religiose durante un'epidemia, fece arrivare alcune postulanti dalla Bretagna e assegnò loro una casa a Kouba.
Gli inizi per la fraternità furono difficili, sia per la carenza di vocazioni che per l'incapacità delle religiose di gestire scuole, tanto che Lavigerie cercò di fondere la sua comunità con le Suore Francescane Missionarie di Maria: nel 1874 il ramo femminile adottò lo stesso carisma dei religiosi maschi.
L'istituto ricevette il pontificio decreto di lode il 24 aprile 1887 e ottenne l'approvazione definitiva dalla Santa Sede il 14 dicembre 1909.

## Attività e diffusione
Le Suore Bianche si dedicano alle missioni ad gentes e il loro apostolato si rivolge particolarmente al mondo musulmano e alle donne, difficilmente raggiungibili dall'apostolato dei religiosi uomini: sono impegnate nella lotta alla povertà ed alla realizzazione di diverse attività nei settori dell'educazione e della sanità.
Sono presenti in Europa (Belgio, Francia, Germania, Italia, Paesi Bassi, Regno Unito, Spagna, Svizzera), in Africa (Algeria, Burkina Faso, Burundi, Ciad, Repubblica Democratica del Congo, Ghana, Kenya, Malawi, Mali, Mauritania, Mozambico, Ruanda, Tanzania, Tunisia, Uganda, Zambia), nelle Americhe (Canada, Messico, Stati Uniti d'America) e in Asia (Filippine): la sede generalizia è a Roma.
Al 31 dicembre 2005, la congregazione contava 956 religiose in 136 case.